# Autobus su rotaia

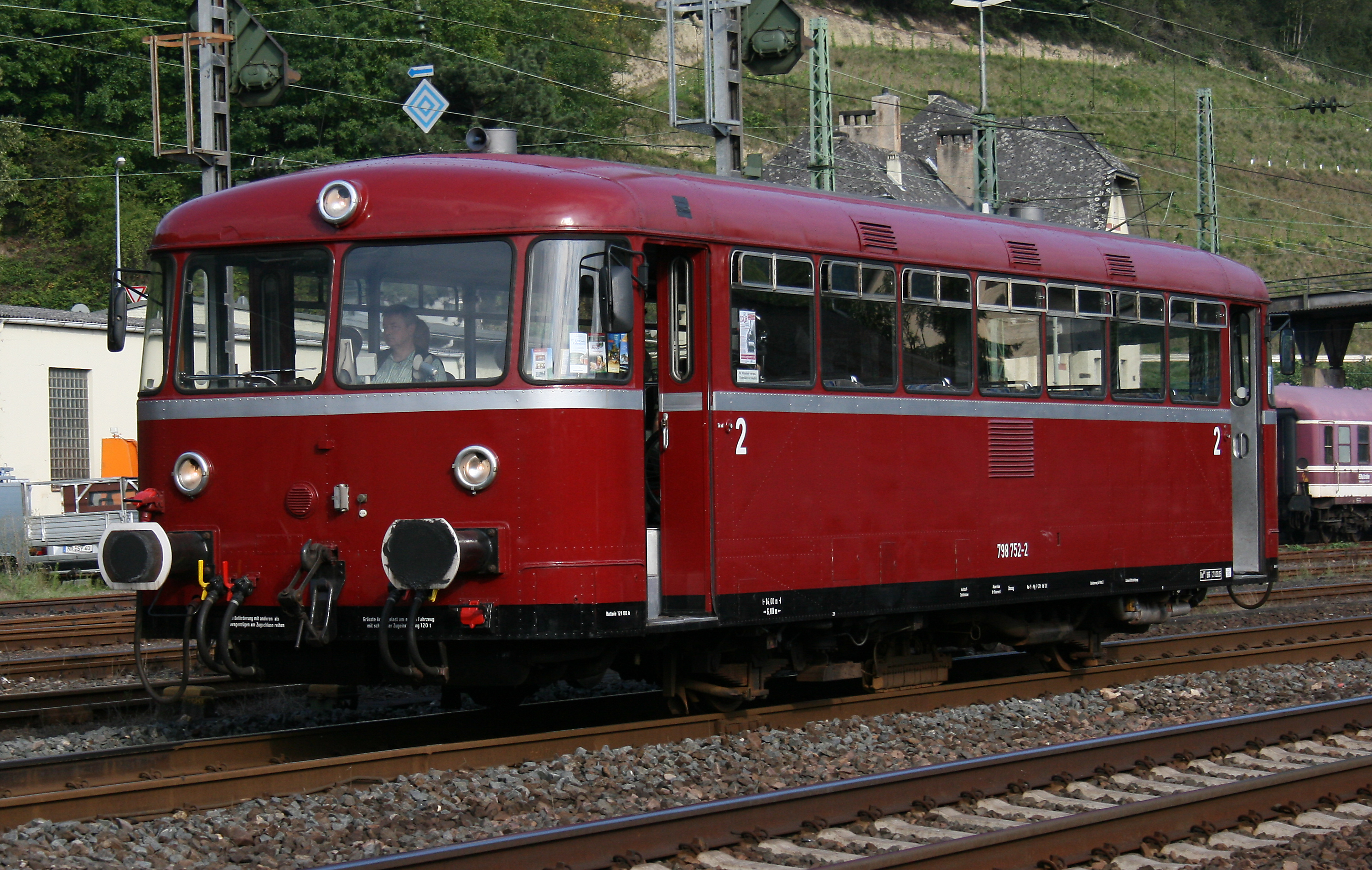
Uno Schienenbus serie VT 98 della Deutsche Bundesbahn, il più classico e diffuso fra gli autobus su rotaia

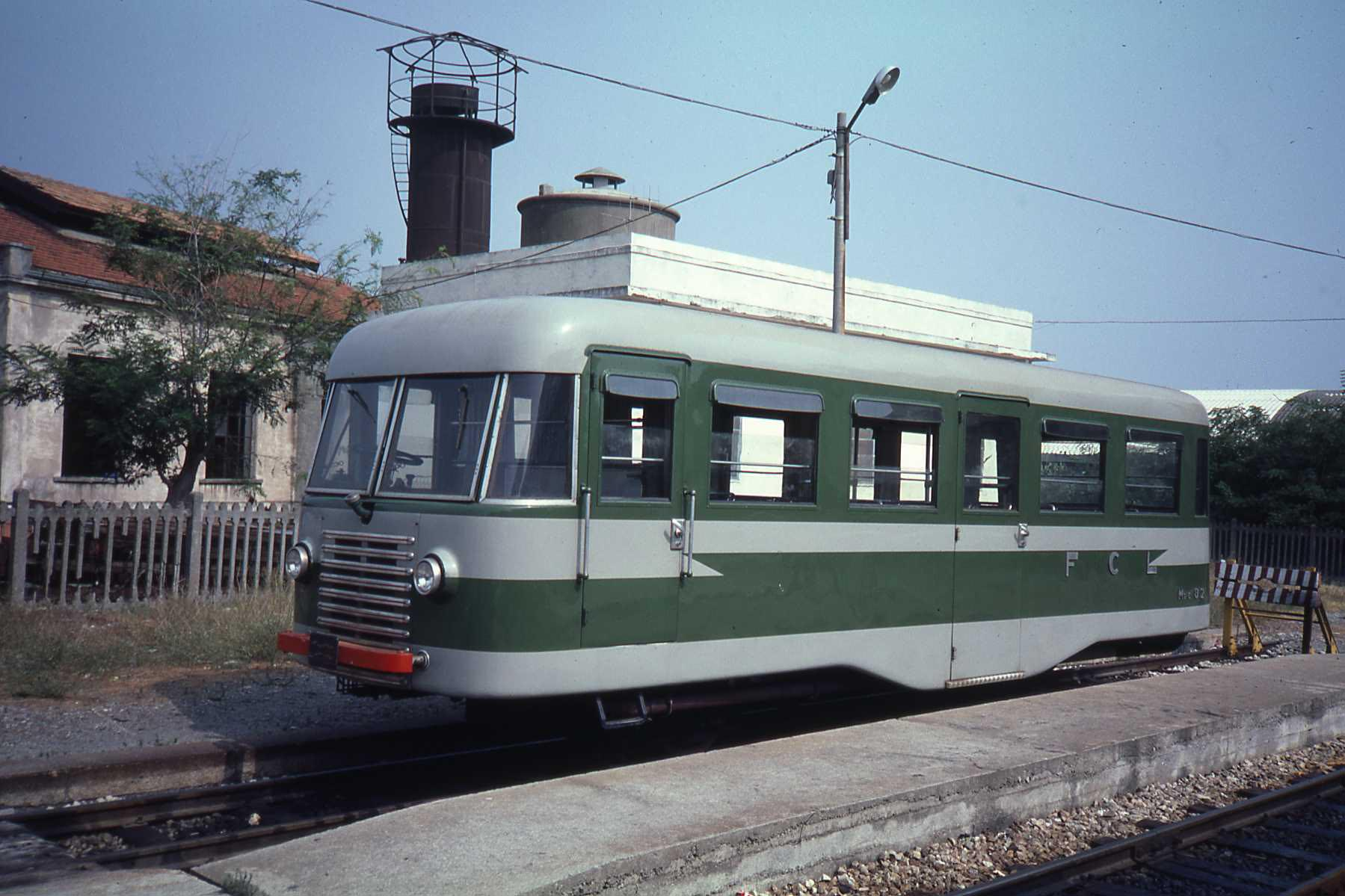
Automotrice "Emmina" M1c.82 delle Ferrovie Calabro Lucane (Italia)

Il nome di autobus su rotaia è utilizzato per connotare una serie di automotrici leggere, mono o bidirezionali, a bassa capacità.
Conosciuti anche con il termine inglese di railbus, gli autobus su rotaia possiedono generalmente una cassa unica di ridotte dimensioni rispetto a quella degli usuali veicoli ferroviari per il trasporto di passeggeri e adottano componenti di derivazione automobilistica.
Sviluppati a partire dagli anni trenta, tali veicoli si sono nel tempo evoluti nelle dimensioni e nelle prestazioni, fino a raggiungere taglie paragonabili a quelle delle vere e proprie automotrici e ad essere generalmente soppiantati da queste ultime.

## Caratteristiche generali
Gli autobus su rotaia furono progettati specificamente per il servizio su ferrovie a scarso traffico ed erano comunemente impiegati in Paesi come la Germania, l'Italia, la Francia, il Regno Unito o la Svezia, dove questo tipo di infrastruttura risultava diffusa.
Generalmente gli autobus su rotaia sono dotati di due assi, uno dei quali motorizzato (rodiggio 1A) presentando conseguentemente pesi e consumi ridotti.
Nella maggior parte dei casi la propulsione è Diesel meccanica. All'interno è presente un solo ambiente a classe unica, spesso senza divisione tra cabina di guida e vano viaggiatori. Concepiti per consentire l'esercizio singolo, sovente gli autobus su rotaia possono essere accoppiati fra loro in comando multiplo e con rimorchi, per costituire composizioni a maggiore capacità.

## Diffusione

### Europa

#### Germania

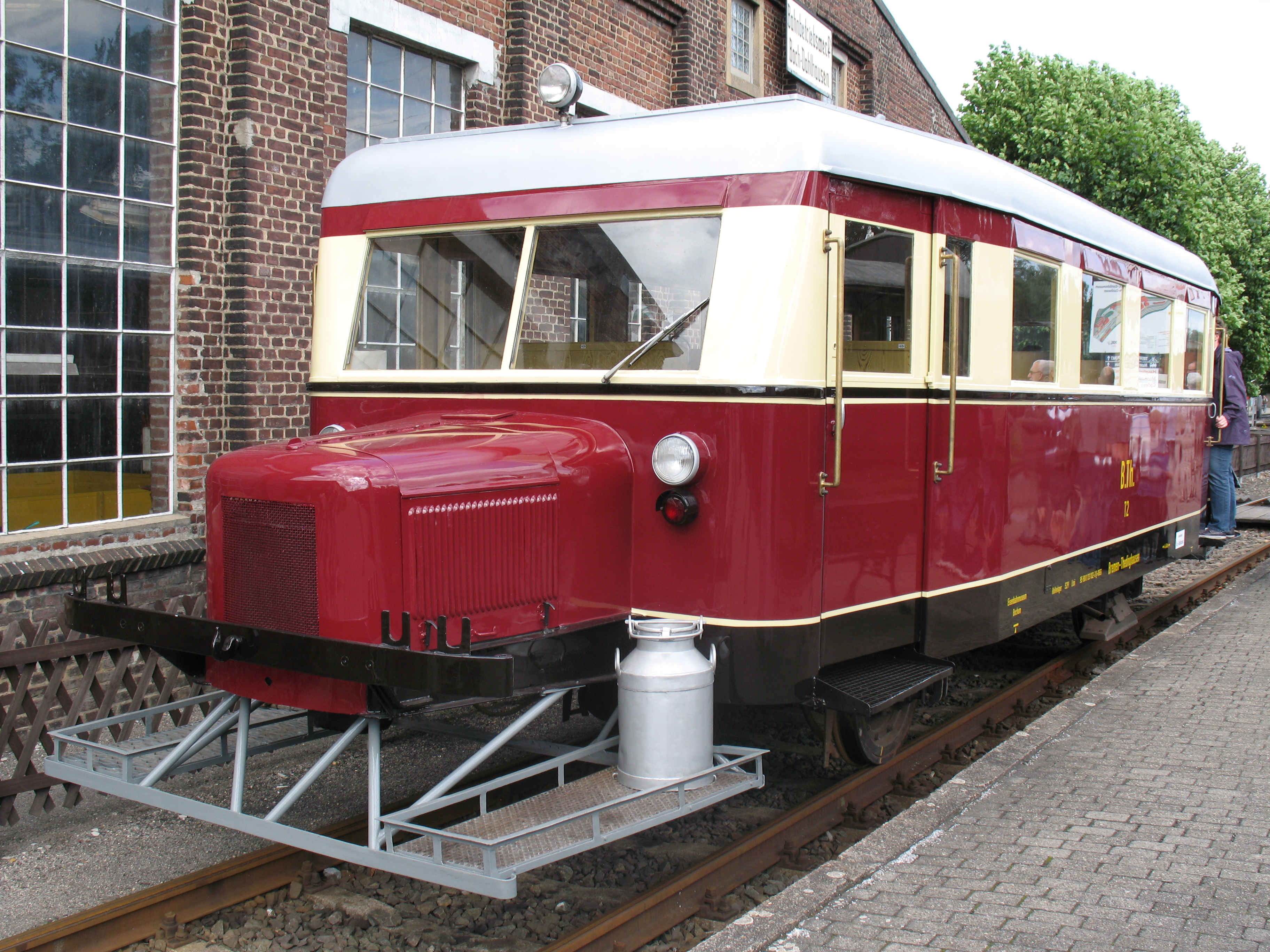
Il "Wismar railbus" conservato presso il museo ferroviario di Bochum

In Germania l'autobus su rotaia, conosciuto con il caratteristico nome di "Schienenbus", fu sviluppato negli anni Trenta per soddisfare la necessità di veicoli ferroviari a basso costo secondo specifiche standard emesse dalle Reichsbahn (predecessore delle attuali DB); ciò avrebbe consentito di incontrare la domanda di servizi economicamente sostenibili su ferrovie sovente dotate di armamento leggero. Fra i primi veicoli sviluppati con tale concezione figuravano i cosiddetti Wismar railbus.
Dopo la seconda guerra mondiale fu sviluppato e prodotto in quantità tale da diventare onnipresente il cosiddetto modello "Uerdingen railbus", corrispondente ai gruppi VT 95 e VT 98, in prevalenza di costruzione Waggonfabrik Uerdingen; non mancarono esemplari prodotti anche da costruttori automobilistici come MAN. Tali modelli furono replicati anche per altri paesi europei (Austria, Jugoslavia, Lussemburgo, Regno Unito) ed extraeuropei (Libano, Messico, Turchia, Uruguay). In Germania Est, la Deutsche Reichsbahn fece a sua volta realizzare veicoli molto simili, classificati nella serie VT 2.09).

#### Italia

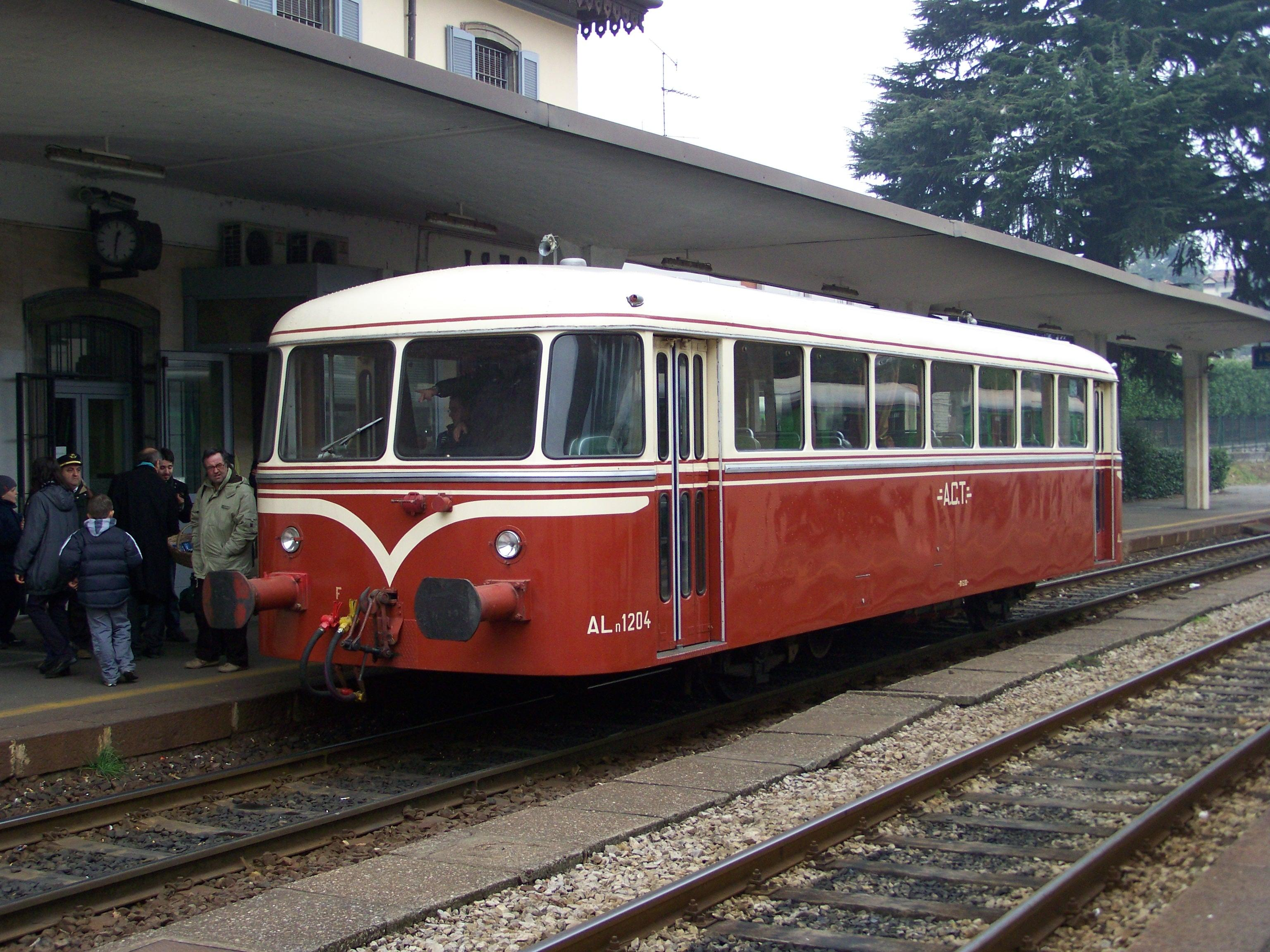
Autobus su rotaia delle ferrovie reggiane

Tipici esempi italiani di autobus su rotaia erano le automotrici Md. 500 e Md. 510 delle FNM, o le Automotrici leggere Macchifer delle Ferrovie reggiane e delle Ferrovie del Sud Est, erano costruite su licenza da Macchi. Un esemplare delle Ferrovie Reggiane è stato acquistato dalla FTI - Ferrovie Turistiche Italiane ed utilizzato fino al 2008 per servizi turistici sulla Brescia-Iseo-Edolo e sulla breve diramazione Bornato-Rovato
Di concezione analoga erano le automotrici a scartamento ridotto M1, dette anche Emmine, ricostruite dalle Officine Ranieri di Roma per le Ferrovie Calabro Lucane e per la Ferrovia Rimini-Novafeltria acquistate poi, usate, dalla Ferrovia Circumetnea.

#### Gran Bretagna

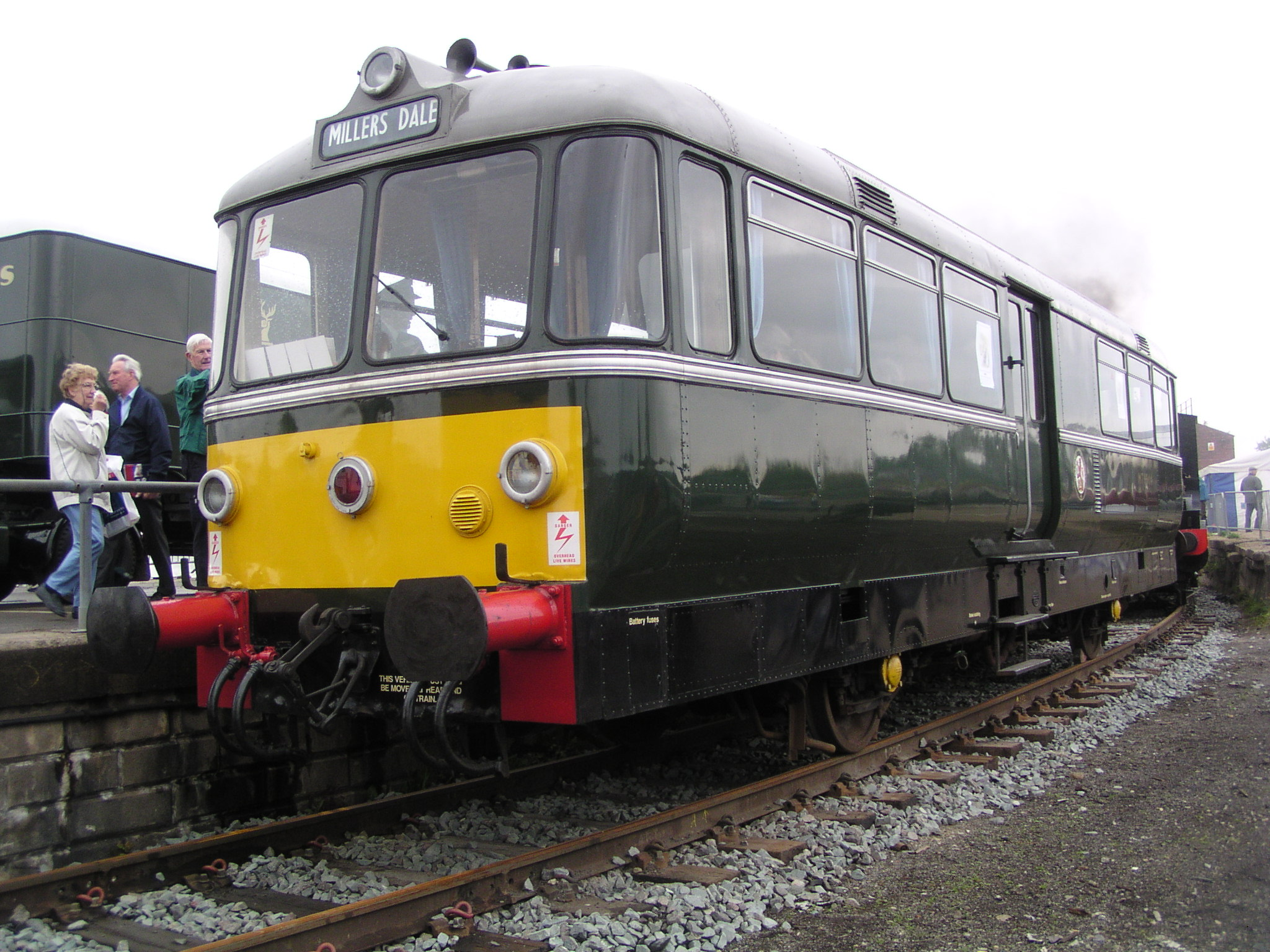
Railbus preservato dalla "Keighley and Worth Valley Railway" a York nel 2004.

La società British Railways acquisì diversi tipi di railbus allo scopo di dotarsi di materiale rotabile economico ed esercire conseguentemente in maniera sostenibile numerose ferrovie secondarie.
Una prima generazione di esemplari, dalle caratteristiche difformi, fu acquistata sul finire degli anni cinquanta dando vita a 5 differenti gruppi cui si aggiungevano 3 veicoli di servizio.
Sul finire degli anni settanta una seconda generazione fu sviluppata e realizzata congiuntamente da British Leyland e la divisione ricerca della British Rail per un totale di 4 veicoli prototipo. Il risultato delle prove condotte con questi ultimi condusse all'ordinazione di una serie di veicoli a 2 e 3 casse noti anche come "Pacers"; costruiti negli anni ottanta, gli stessi risultano tutt'oggi in uso seppur gradualmente in corso di sostituzione con rotabili più moderni e capienti.

#### Repubblica Ceca e Slovacchia

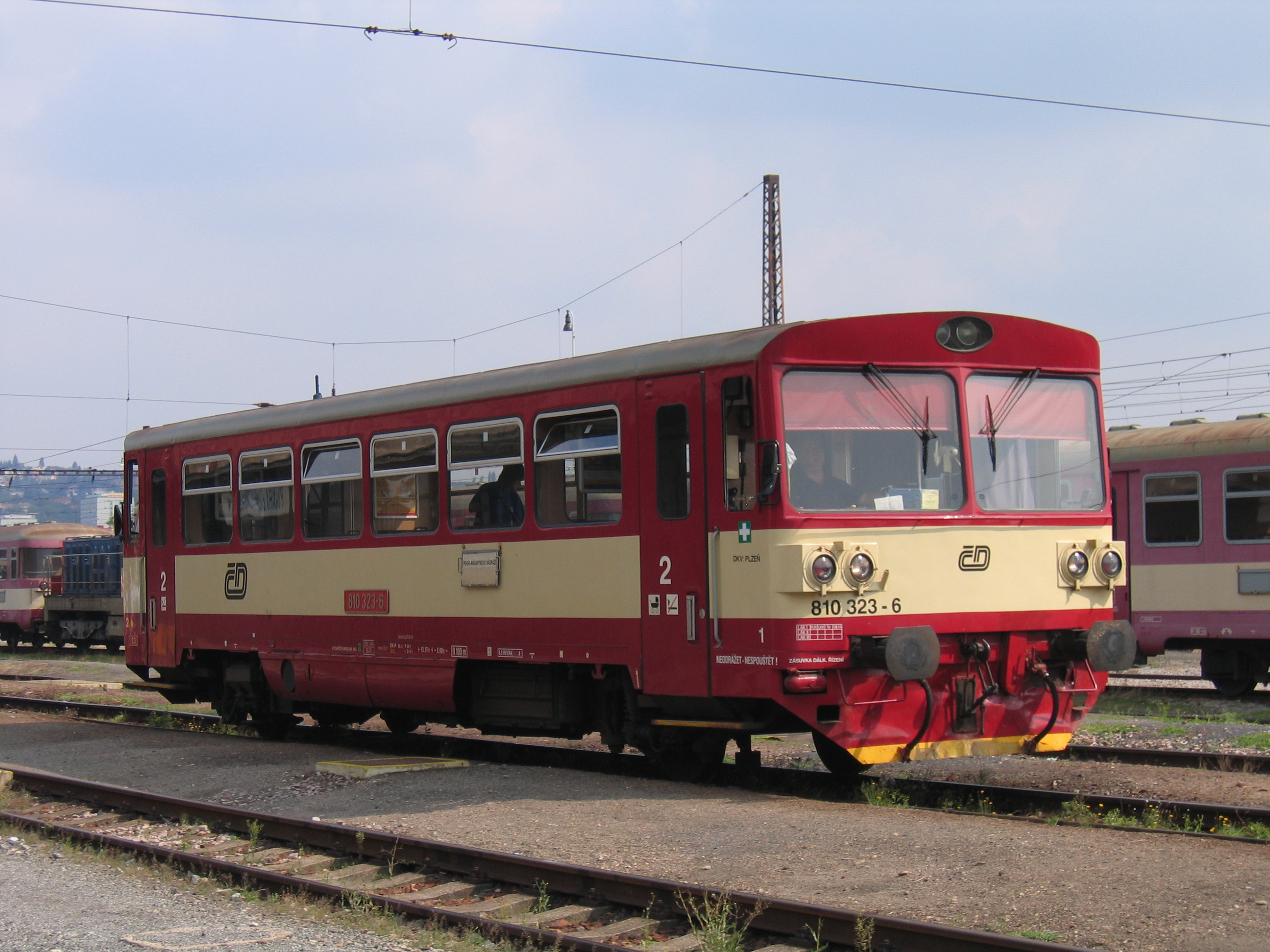
Autobus su rotaia ČD a Praga

Un numeroso gruppo di autobus su rotaia fu realizzato per le ferrovie dell'allora Cecoslovacchia.
Costruite nel periodo 1973 - 1982 dalla Vagonka Studenka in ben 678 esemplari suddivisi su 2 gruppi, le automotrici a 2 assi del gruppo 810 sono capaci di una velocità massima di 80 km/h ospitando 55 posti a sedere con un peso a vuoto contenuto in 20 t. Il rodiggio è il classico 1'A' degli autobus su rotaia e la potenza è di 155 kW.
Ancora oggi molti di tali veicoli risultano in servizio presso le ČD (Repubblica Ceca) e ŽSSK (Slovacchia), prestando servizio sulle linee a scarso traffico non elettrificate.

#### Francia

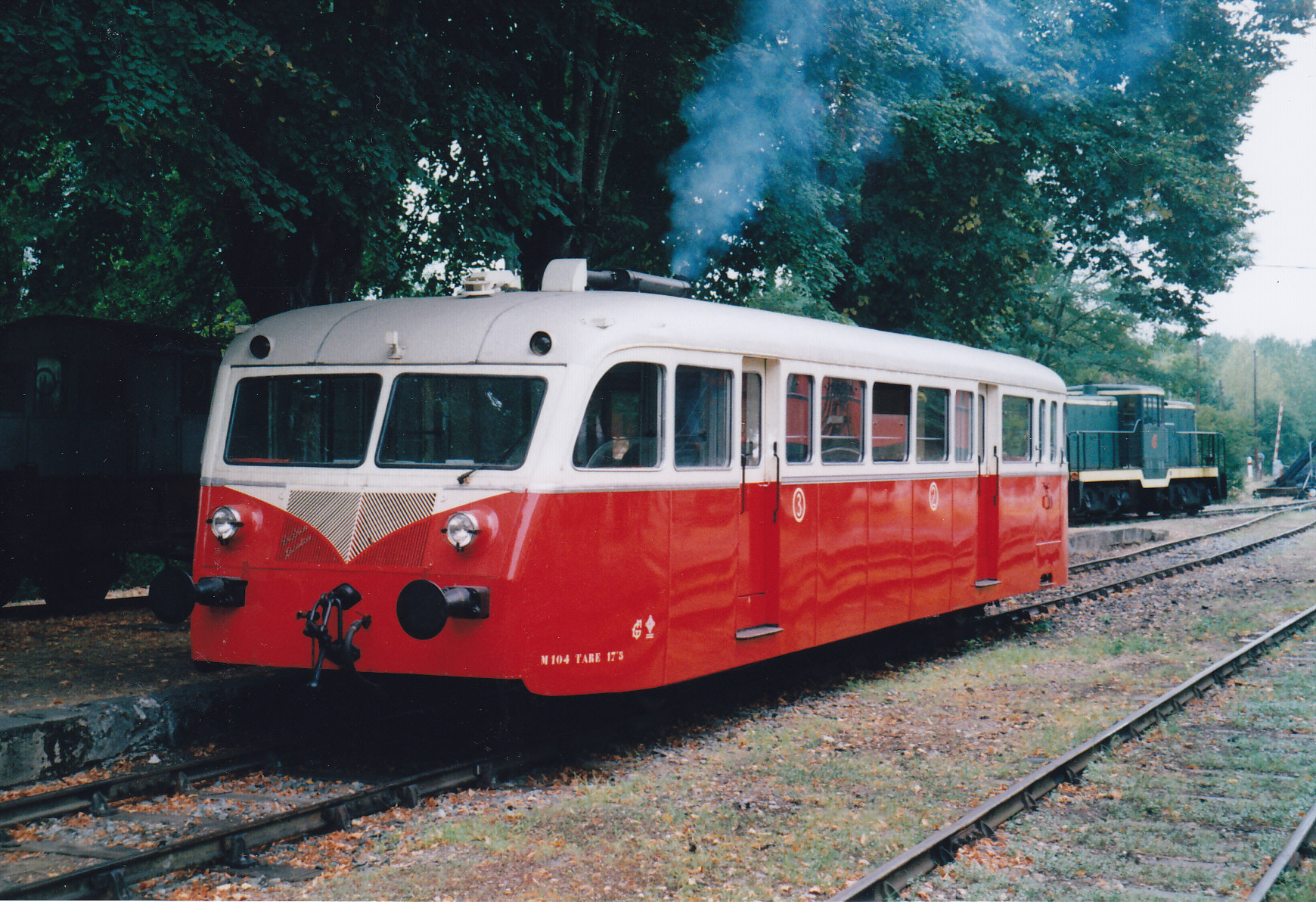
Autobus su rotaia della ferrovia turistica Guîtres-Marcenais.

Uno dei primi costruttori di autobus su rotaia in Francia fu la società De Dion-Bouton.
Prima della seconda guerra mondiale le officine Verney di Le Mans adattarono al servizio su rotaia alcune corriere Verney LP alcune delle quali, alimentate a gasogeno, circolarono nel periodo fra le due guerre.
Dopo la guerra la necessità di ripristinare celermente i servizi ferroviari indussero le SNCF a mettere in servizio altri veicoli leggeri ottenuti dall'adattamento di un modello automobilistico: l'autobus Floirat GA1B6, dotato di un motore Diesel da 77 kW apparve adatto alla trasformazione: vennero pertanto realizzati 2 protoripi XFL 8001-8002. Ritenuti soddisfacenti i risultati, fu dunque ordinata la costruzione di 8 esemplari che furono consegnati fra il 1948 e il 1949 e, immatricolati X 5701-5708, messi in servizio nella regione Sud Ovest..
In seguito numerosi altri esemplari, sia a scartamento ordinario che ridotto, furono consegnati a cura delle numerose industrie nazionali del settore.

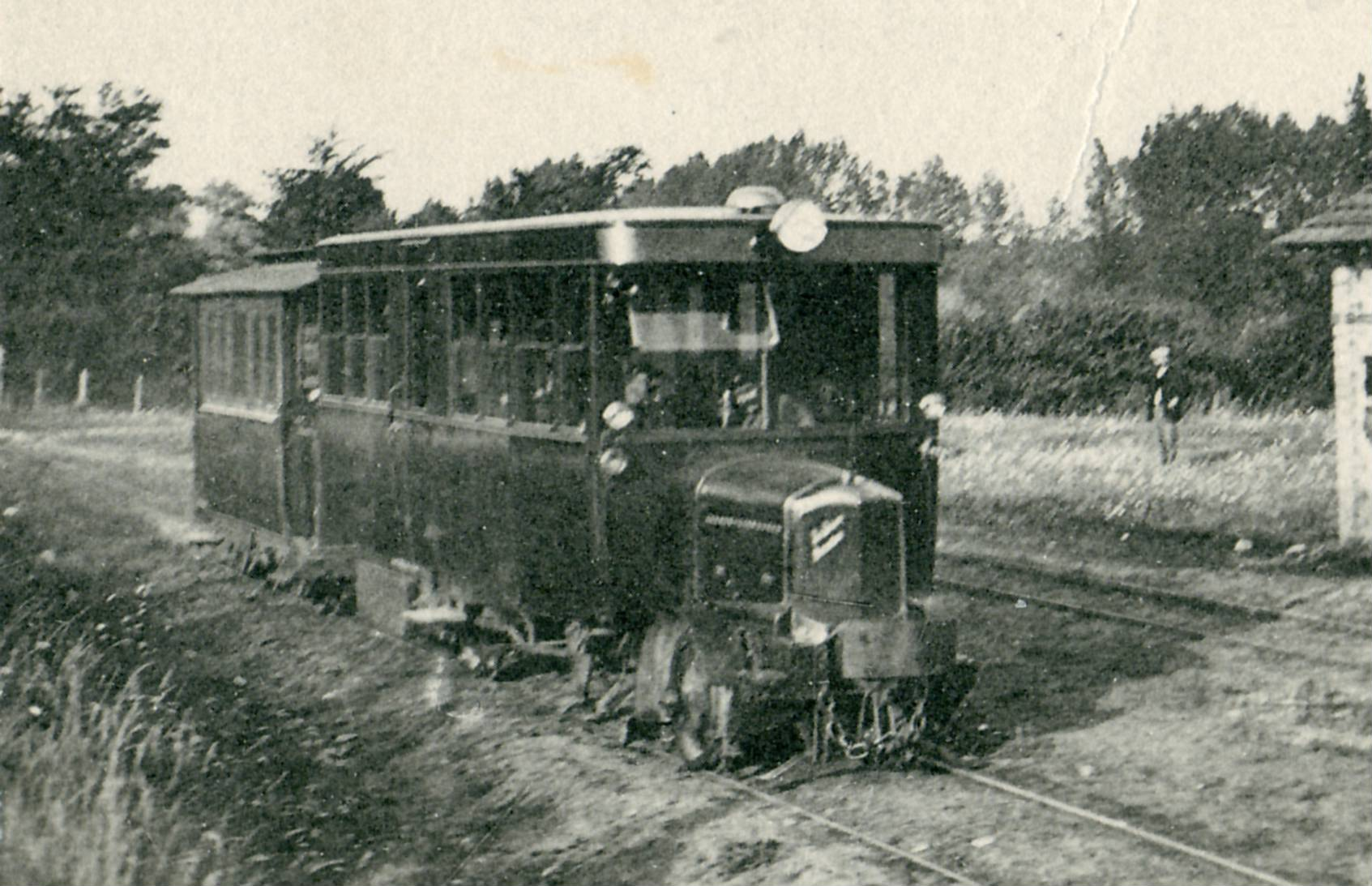
Un autobus su rotaia De Dion-Bouton tipo JM in servizio sulla tranvia della Sarthe, nel 1926.
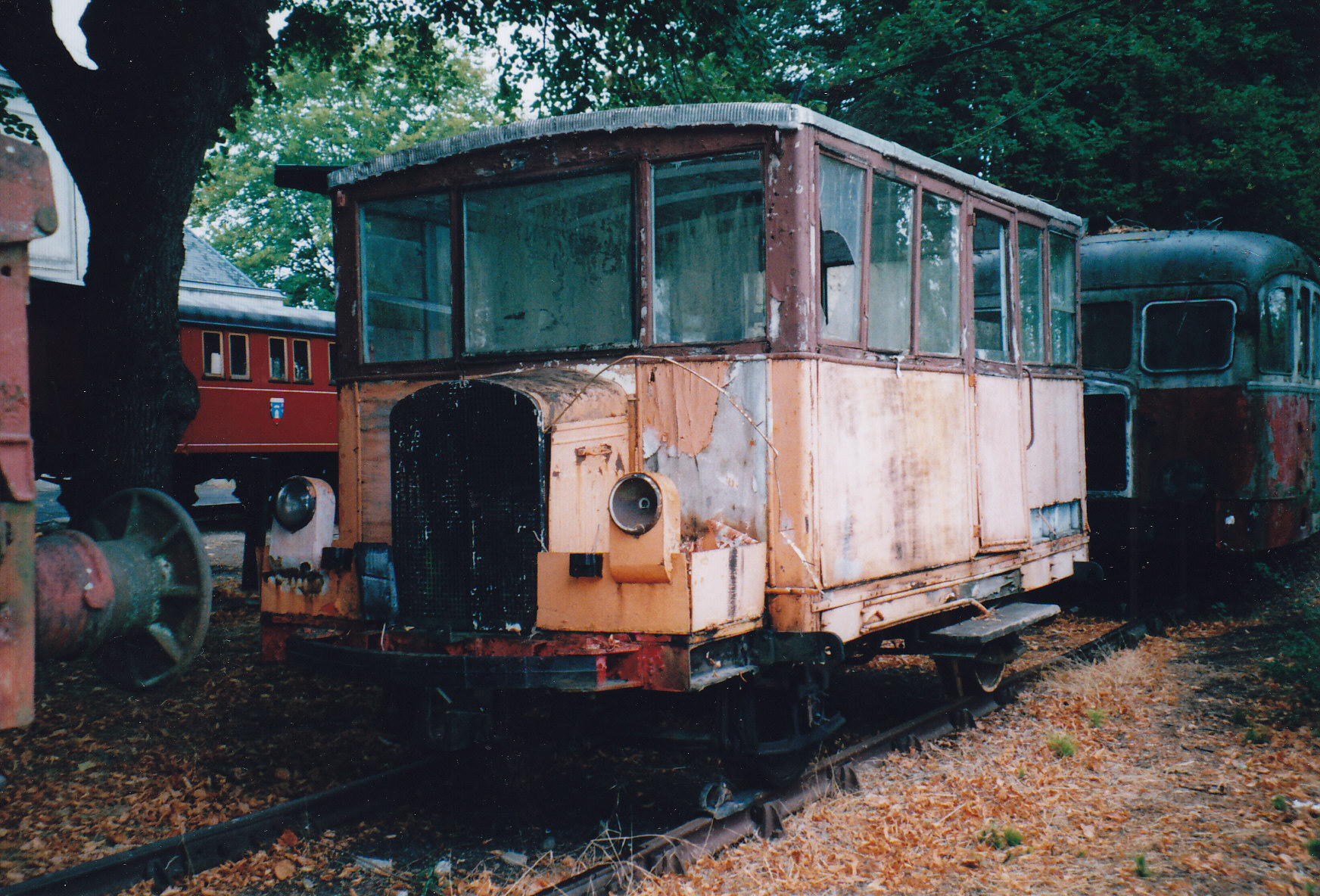
Autobus su rotaia conservato a Guîtres.
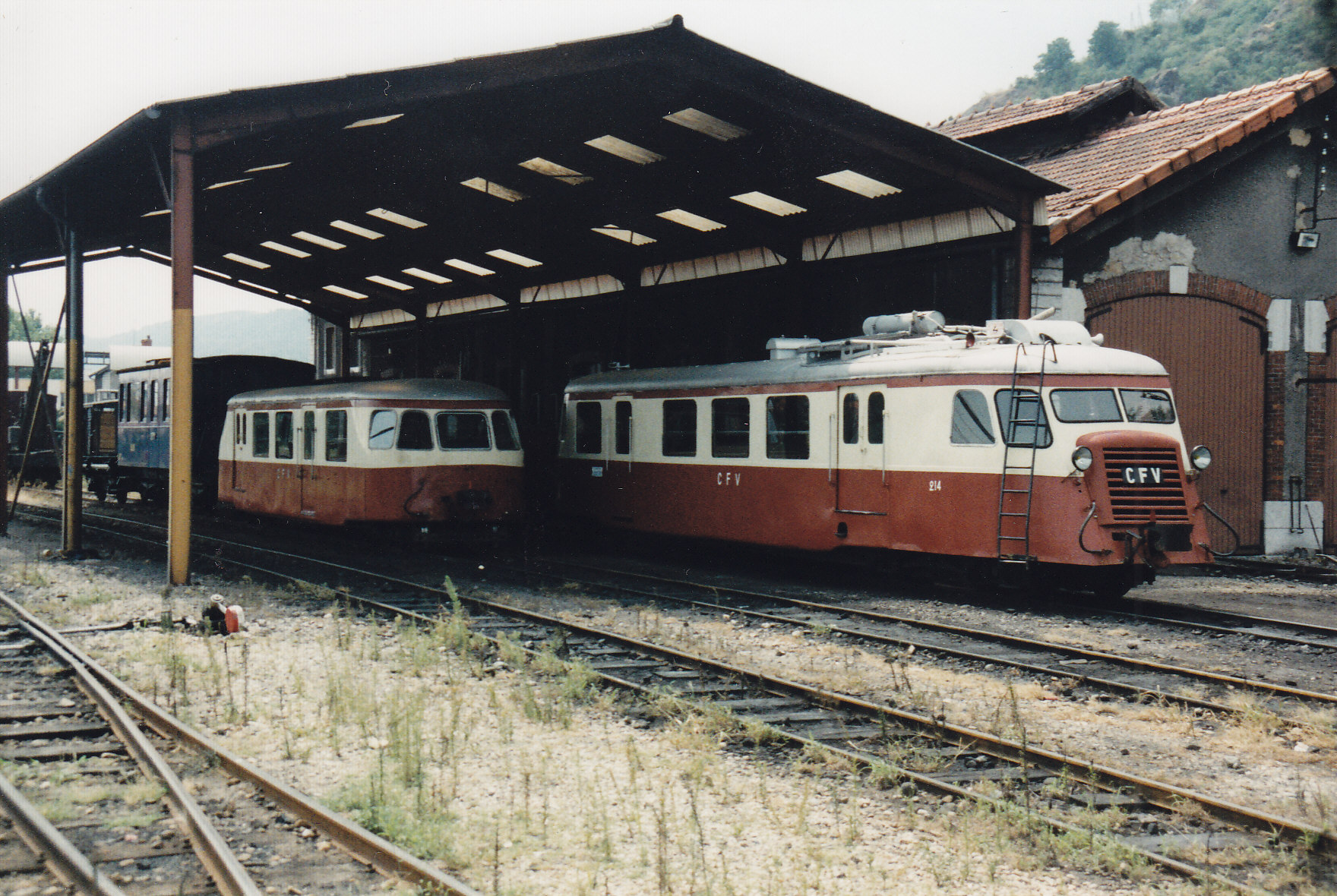
Automotrici dell'ex ferrovia turistica del Vivarais.

#### Svezia

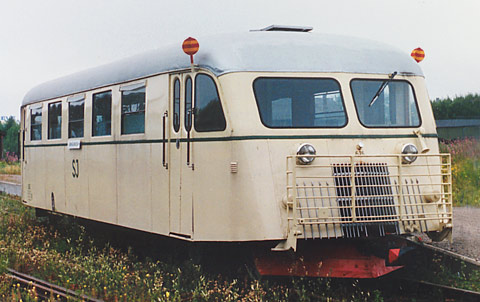
Railbus Hilding Carlsson, Svezia

Fra il 1920 e il 1930 i motori a combustione interna cominciavano a risultare affidabili, suggerendo di utilizzare in Svezia questa soluzione per sostituire la trazione a vapore sulle linee per le quali l'elettrificazione risultava appariva antieconomica.
Diverse compagnie ferroviarie sperimentarono dunque soluzioni per abbattere i costi di gestione: nel corso del 1920, per esempio, sia la Kalmar-Berga Järnväg (ferrovia Kalmar-Berga) che la Östra Centralbanan realizzarono veicoli a partire da autobus extraurbani.
Il primo vero e proprio railbus in Svezia fu costruito nel 1933 a cura dell'Officina Meccanica Hilding Carlsson di Umeå. La cassa era realizzata in legno con finiture in metallo.

### Australia
Nel 1937 il dipartimento delle Ferrovie del Nuovo Galles del Sud acquisì 6 autobus su rotaia dalla caratteristica cassa con forme arrotondate per servire alcune diramazioni presso Cowra e Harden, le quali non presentavano traffico sufficiente per giustificare l'acquisto di automotrici; tali veicoli erano equipaggiati da un motore Ford V8 e classificati FP1-FP6.
Il primo esemplare di tali railbus, FP1, è stato restaurato ed è visitabile presso il tuseo dei trasporti di New South Wales, a Thirlmere.

### Asia

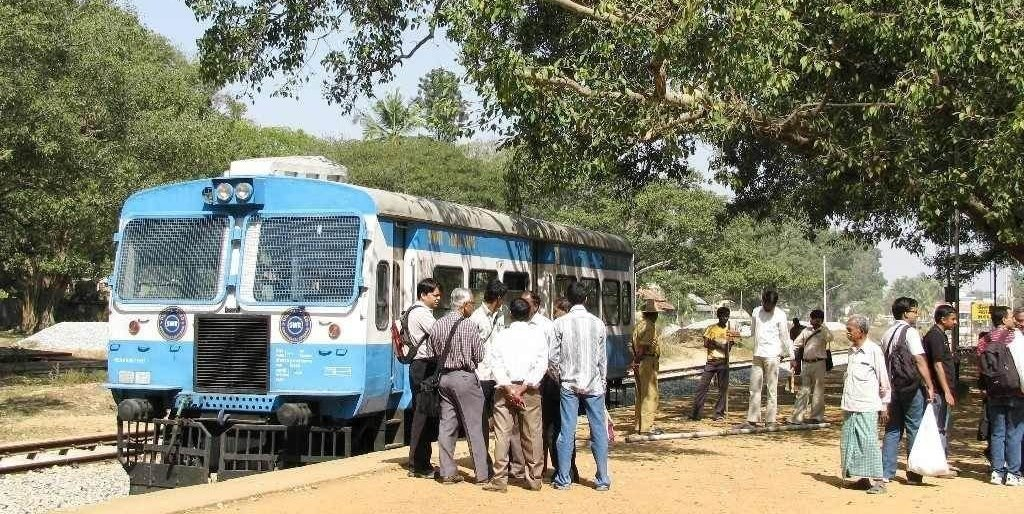
Railbus in servizio sulla tratta Kolar-Bangarpet della Indian Railways

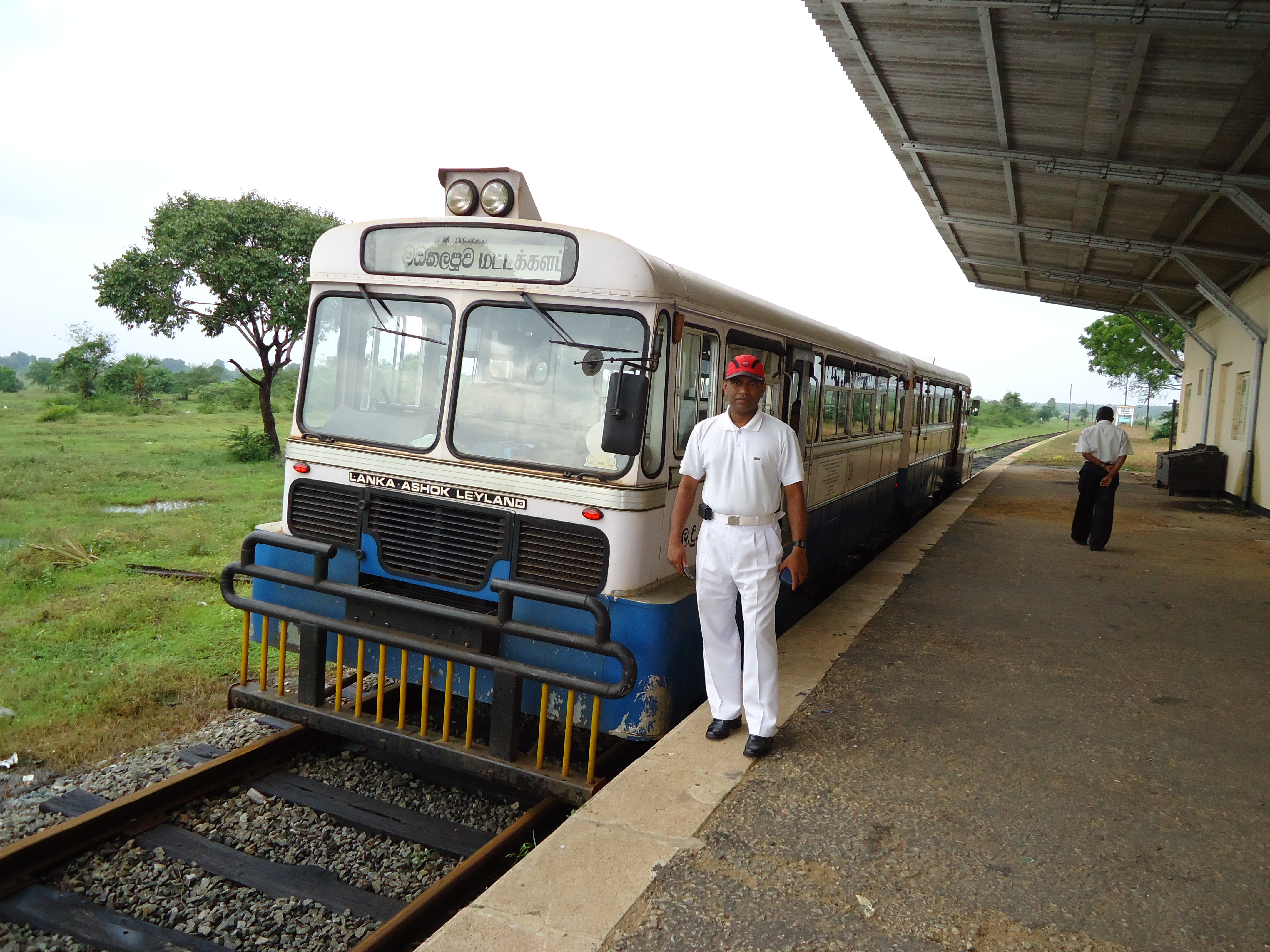
Railbus delle Sri Lanka Railways

#### India
Le Indian Railways utilizza diversi railbus; fra essi figurano quelli in servizio fra Kolar e Bangarpet. Tali veicoli, a scartamento largo indiano, sono stati costruiti dalla Bharat Earth Movers Limited (BEML) nel 1997. Si tratta di veicoli a 4 assi bidirezionali che presentano 72 posti a sedere.

#### Indonesia
Il 5 agosto 2012 fu inaugurato un nuovo servizio denominato Batara Kresna Railbus service fra le città di Surakarta to Yogyakarta attraverso la reggenza (provincia) di Sukoharjo.

#### Sri Lanka
In aree prive di domanda significativa per l'istituzione di treni per pendolari come quelle delle province dell'est dello Sri Lanka alcuni servizi con railbus sono utilizzati per collegare città e villaggi.

### Sud America
Anche in diversi paesi dell'America Latina hanno circolato e tuttora circolano esemplari di autobus su rotaia, per lo più ricavati dall'adattamento al servizio ferroviario di altrettanti veicoli stradali.

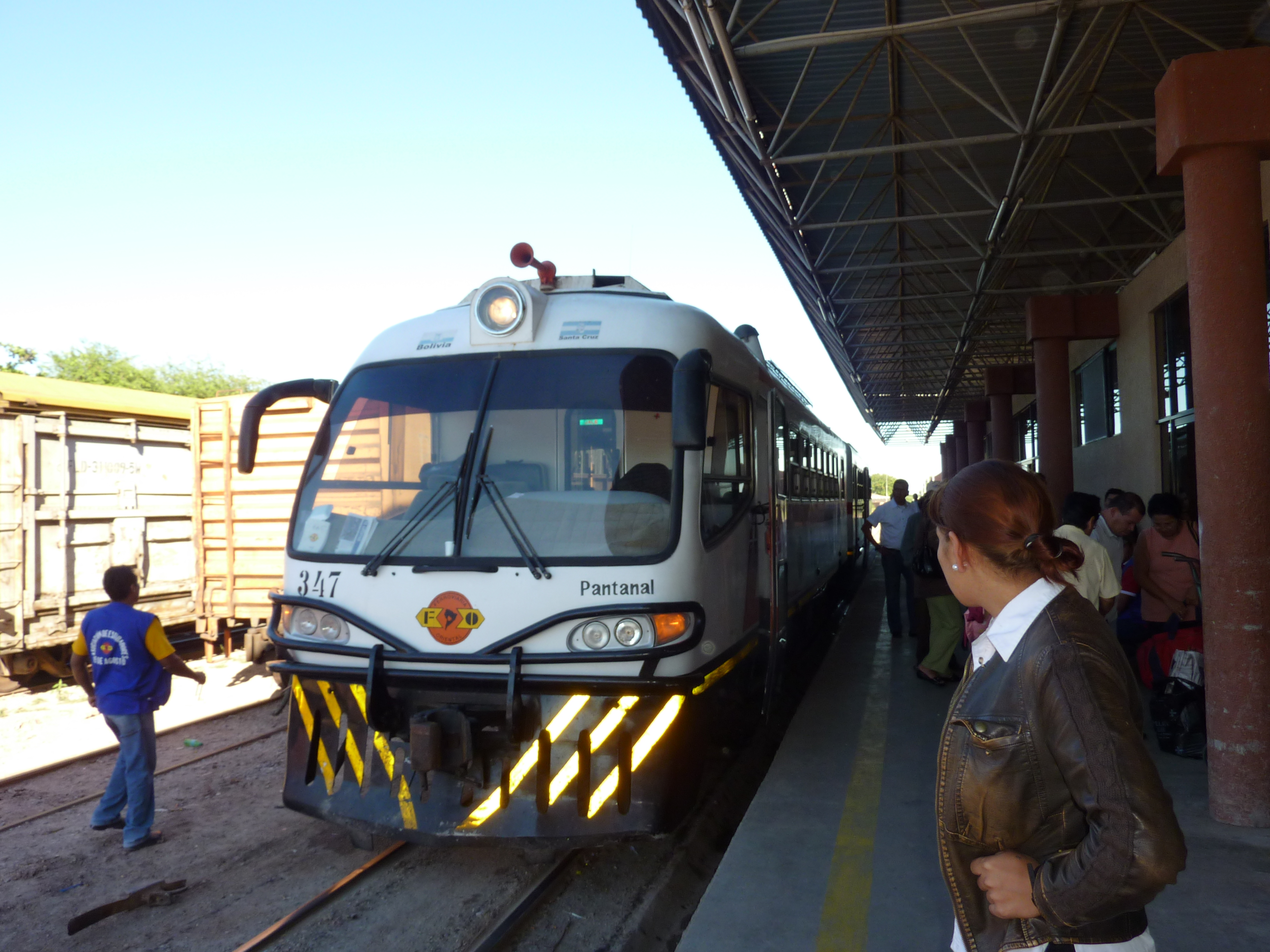
Railbus Ferrostaal, interamente ricostruito, tuttora in servizio a Santa Cruz de la Sierra (Bolivia)
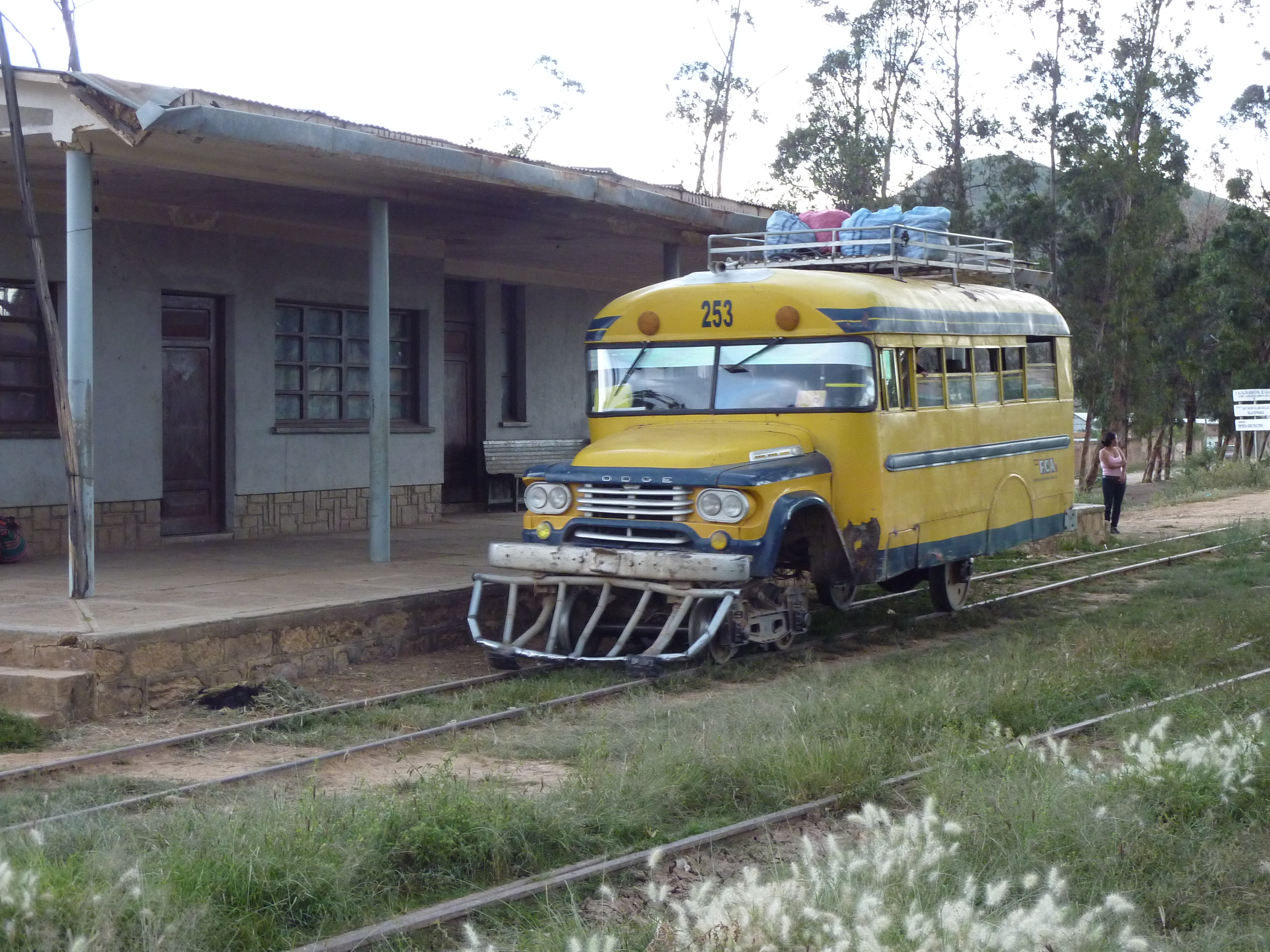
Un autobus su rotaia improvvisato in Bolivia